# Deficiência de biotinidase

A deficiência de biotinidase é uma condição de caráter genético.

A deficiência de biotinidase é uma condição genética, caracterizada por erros no metabolismo da vitamina B7, que resultam em problemas neurológicos, respiratórios e cutâneos. Trata-se de um tipo, entre diversos existentes, de erro inato do metabolismo. Ou seja, é uma falha que acomete reações químicas do organismo, necessariamente ocasionada por um erro genético já portado pelo indivíduo quando nasceu, em vez de ser adquirido durante a vida.
A origem desse defeito ocorre na concepção. O processo normal, ao ser concebido um novo indivíduo, envolve a junção do material genético do pai com o da mãe, sendo que o filho terá, para cada gene, uma cópia recebida do pai e outra proveniente da mãe. Porém, no caso do gene relacionado à deficiência de biotinadase, cópias que não funcionam adequadamente são herdados de ambos os pais, que as carregavam sem apresentar a doença. 
Isso é possível porque o erro apenas se manifesta quando há duas cópias inadequadas, tanto a recebida da mãe quanto a herdado do pai. Como os pais possuíam, cada um, uma cópia alterada apenas, sendo a outra normal, a doença não os atingiu. Assim, o defeito genético pode ser transmitido por diversas gerações, podendo resultar em doença ou não, a depender de a mutação estar presente em ambos os pais ou em somente um.
Da mesma forma, um irmão pode ser acometido, enquanto o outro não apresenta a doença. A explicação se baseia no fato de que, quando um dos pais apresenta uma cópia funcional e outra defeituosa, é possível tanto a transmissão da cópia saudável quando da inadequada. Lembrando que a doença só se manifesta quando o indivíduo possui duas cópias que apresentam erro.

## Etiologia
A deficiência de biotinidase é causada por mutações no gene BTD, mapeado no braço curto do cromossomo 3, no lócus gênico 25 (3p25). O gene BTD codifica a enzima biotidinidase, responsável pelo reaproveitamento da biotina (vitamina B7) em múltiplas vias metabólicas. Mais de uma centena de mutações nesse gene (que reduzem ou extinguem a atividade da enzima, diminuindo a disponibilidade de biotina) já foram reconhecidas como capazes de desencadear a deficiência de biotinidase.

## Aconselhamento genético
A herança é do tipo autossômica, pois o gene se encontra no cromossomo 3, bem como recessiva, sendo necessários dois alelos mutados para que haja a manifestação da doença. Por conseguinte, para casais que já possuem um filho com a condição, a chance de que outro filho apresente deficiência de biotinidase equivale a 25%. É preciso efetuar testagem genética para os irmãos do acometido, mesmo que estes não apresentem sintomas.

## Sinais e sintomas
É comum haver manifestação clínica ainda nos primeiros meses de vida, embora  o início tardio dos sintomas já tenha sido descrito. Quando a deficiência é profunda, com menos de 10% da atividade média da biotinidase sérica, os sintomas clínicos são diversos, como convulsões, hipotonia, eczema, alopecia, ataxia, infecções fúngicas secundárias e atraso no desenvolvimento. Já os indivíduos com deficiência parcial, mesmo quando não tratados, podem ser assintomáticos na maior parte do tempo, porém apresentam sintomas similares durante períodos de estresse, como ao longo de outras doenças, febre ou jejum.
São indícios bioquímicos da deficiência de biotinidaseː acidose lática, acidose sanguínea, acidúria e hiperamonemia em grau mediano.